# لوتس (فن قتال)
 رياضه اللوتس 
اللوتس فن قتالي مصري مميز عن الكثير من الألعاب القتالية وقد تم إهماله رياضيًا بسبب الكثير من النزاعات، والحروب، وعدم الاستقرار، عبر التاريخ المصري الطويل مما أدى إلى اختفاء الاصول المصرية القديمه لهذا الفن، واليوم يعمل صلاح الدين عبد الستار السيد حامد منذ عام 1984 م وهو من خبراء الفنون القتاليه غير معروف يعمل على إعادته ونشره تحت مسمي اللوتس بشكل جديد بطرق وأساليب مختلفة بأسس من الأساليب القتالية المصرية القديمة منذ 4000 سنة قبل الميلاد وحتى الرياضات القتالية الشرقية والفنون القتالية الأخرى، وهو فن سهل التعلم ويعتمد على تدريب الفرد على القتال باليد المجردة والاشتباك مع زميل أو عدد من الزملاء والقتال بالأسلحة وذلك ليكون للشعب المصري الفن القتالى المناسب له ولتكوينه الجسمانى وللمحافظة على أول فن قتالى في العالم وهو فن القتال المصري القديم والذي وجد منذ المصريين القدماء واستخدموه في أول حروب التاريخ منذ 3000 عام، وفن قتال اللوتس يختلف عن الفنون القتالية الأخرى من حيث الشكل والمضمون، وتسمى رياضة اللوتس باسم الزهرة المصرية القديمة العريقة زهرة اللوتس لقدرتها على الصمود أمام الزمن هذه الرياضة لم تجد أي اعتراف رسمي حتي الآن رغم أنها تتداول في محكمه القضاء الإداري بالقاهرة منذ عام 2006 في القضية رقم 5711 لسنه 61 قضائيه دائره ثانيه افراد حيث تم دراستها من قبل لجنه من اساتذه التربية الرياضية المصريين بقرار من المحكمة صادر في 18 ديسمبر 2012 وصدر لها تقرير فني مختصر غير وافي لبحث جوانب تلك الرياضة القتاليه المصرية الحديثه المستمده من الاصول المصرية القتاليه القديمه ولم يتم إجراء جلسات حتي أكتوبر 2016 لكي تتداول القضية ويتم إصدار حكم بشهر الاتحاد المصري للوتس من عدمه ليكون القناه الشرعيه لنشر ذلك الفن القتال المصري (اللوتس).